# Alfre Woodard
Pour les articles homonymes, voir Woodard.
Alfre Woodard [ˈwʊdɑːrd]  est une actrice et productrice afro-américaine, née le 8 novembre 1952 à Tulsa, dans l'Oklahoma (États-Unis).

## Biographie
Alfre Woodard est la fille de Constance et Marion H. Woodard et la plus jeune fille d'une fratrie de trois enfants. Elle étudie premièrement à la Bishop Kelley High School. Cheerleaders au collège, elle se tourne ensuite vers le théâtre, puis l'étudie à l'Université de Boston dont elle est diplômée en 1974,. Elle déménage à Los Angeles en 1976. Elle obtient un de ses premiers rôles au cinéma dans Tu ne m'oublieras pas d'Alan Rudolph en 1978.
Apparue régulièrement à la télévision depuis, elle obtient notamment un primetime Emmy pour sa performance dans la série télévisée Capitaine Furillo (1983).
Au cinéma elle apparaît entre autres dans Miss Firecracker de Thomas Schlamme (1988), Grand Canyon de Lawrence Kasdan (1991) et Passion Fish de John Sayles (1992), film pour lequel elle fut nommée aux Golden Globes.
En 1989, elle fonde (avec Danny Glover, Mary Steenburgen, Blair Underwood, CCH Pounder) Artists for a New South Africa, une association à but non lucratif visant à combattre le sida et à faire progresser la liberté et l'égalité en Afrique du Sud.
Elle est mariée depuis 1982 à Roderick Spencer, avec qui elle a adopté deux enfants.

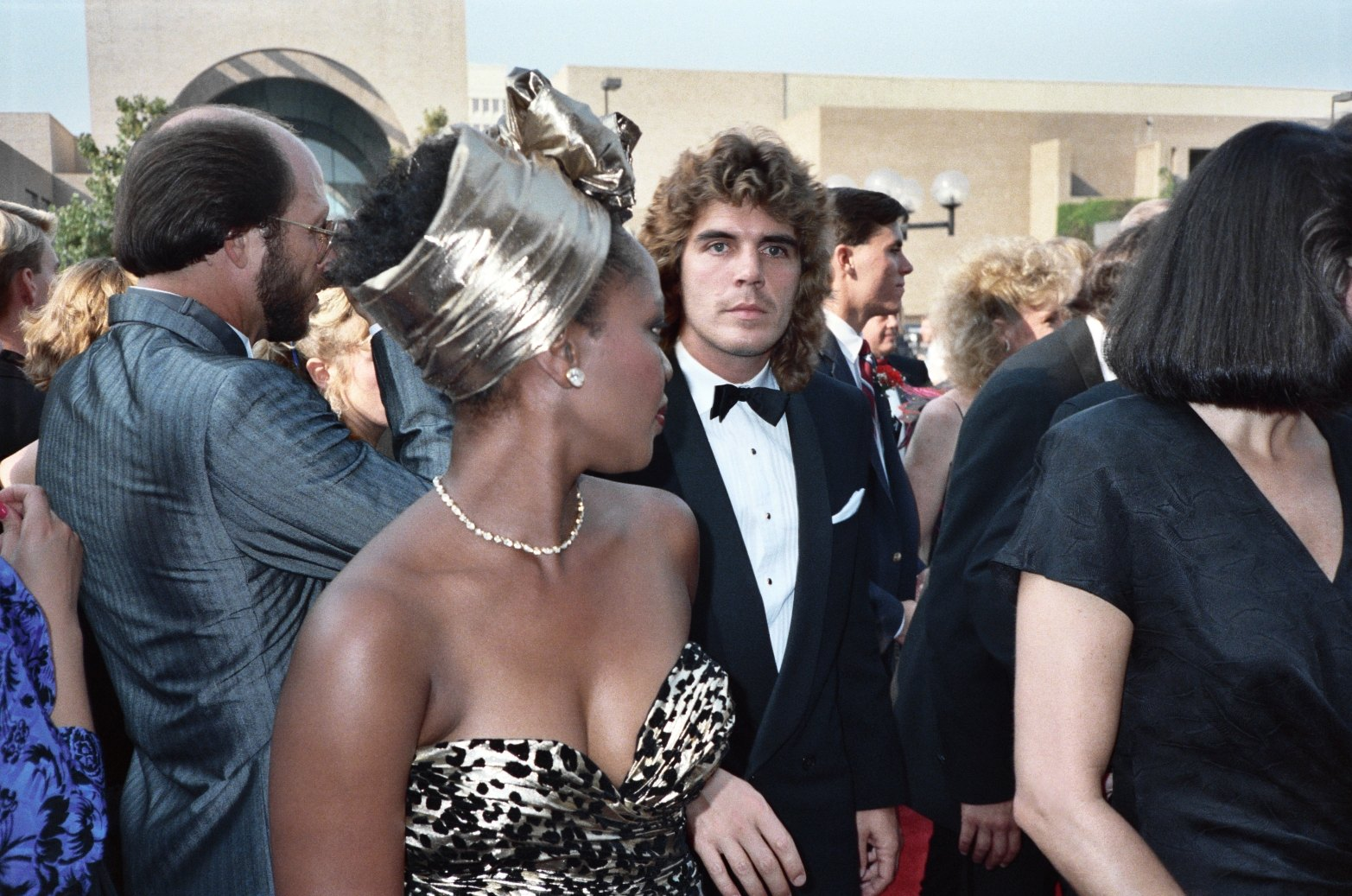
Alfre Woodard et son mari Roderick Spencer aux Emmy Awards en 1987.

## Filmographie
Note : sauf mention contraire, les informations ci-dessous sont issues de la filmographie d'Alfre Woodard sur l'Internet Movie Database

### Cinéma
| Année | Titre                             | Titre original                 | Réalisateur                  | Rôle                           |
| ----- | --------------------------------- | ------------------------------ | ---------------------------- | ------------------------------ |
| 1978  | Tu ne m'oublieras pas             | Remember My Name               | Alan Rudolph                 | Rita                           |
| 1980  | HealtH                            | Health                         | Robert Altman                | Sally Benbow                   |
| 1983  | Marjorie                          | Cross Creek                    | Martin Ritt                  | Geechee                        |
| 1984  | Go Tell It on the Mountain        | Go Tell It on the Mountain     | Stan Lathan                  | Esther                         |
| 1986  | Extremities                       | Extremities                    | Robert Milton Young          | Patricia                       |
| 1988  | Fantômes en fête                  | Scrooged                       | Richard Donner               | Grace Cooley                   |
| 1989  | Miss Firecracker                  | Miss Firecracker               | Thomas Schlamme              | Popeye Jackson                 |
| 1991  | Grand Canyon                      | Grand Canyon                   | Lawrence Kasdan              | Jane                           |
| 1991  | Pretty Hattie's Baby              | Pretty Hattie's Baby           | Ivan Passer                  | Hattie                         |
| 1992  | Un flingue pour Betty Lou         | The Gun in Betty Lou's Handbag | Allan Moyle                  | Attorney Ann Orkin             |
| 1992  | Passion Fish                      | Passion Fish                   | John Sayles                  | Chantelle                      |
| 1992  | L'Amour en trop                   | Rich in Love                   | Bruce Beresford              | Rhody Poole                    |
| 1993  | Drôles de fantômes                | Heart and Souls                | Ron Underwood                | Penny Washington               |
| 1993  | Bopha !                           | Bopha !                        | Morgan Freeman               | Rosie Mangena                  |
| 1994  | Blue Chips                        | Blue Chips                     | William Friedkin             | Lavada McRae                   |
| 1994  | Crooklyn                          | Crooklyn                       | Spike Lee                    | Carolyn Carmichael             |
| 1995  | Le Patchwork de la vie            | How to Make an American Quilt  | Jocelyn Moorhouse            | Marianna                       |
| 1996  | Follow Me Home (en)               | Follow Me Home                 | Peter Bratt                  | Evey                           |
| 1996  | Peur primale                      | Primal Fear                    | Gregory Hoblit               | Miriam Shoat                   |
| 1996  | A Step Toward Tomorrow            | A Step Toward Tomorrow         | Deborah Reinisch             | Dr Sandlin                     |
| 1996  | Star Trek : Premier Contact       | Star Trek: First Contact       | Jonathan Frakes              | Lily Sloane                    |
| 1998  | Loin d'ici                        | Down in the Delta              | Maya Angelou                 | Loretta Sinclair               |
| 1999  | Un cœur dans les étoiles          | Funny Valentines               | Julie Dash                   | Joyce May                      |
| 1999  | Mumford                           | Mumford                        | Lawrence Kasdan              | Lily                           |
| 1999  | L'Arbre à souhaits                | The Wishing Tree               | Ivan Passer                  | Clara                          |
| 2000  | What's Cooking?                   | What's Cooking?                | Gurinder Chadha              | Audrey Williams                |
| 2000  | Love and Basketball               | Love and Basketball            | Gina Prince-Bythewood        | Camille Wright                 |
| 2000  | Dinosaure                         | Dinosaur                       | Eric Leighton Ralph Zondag   | Plio (voix)                    |
| 2000  | Les Âmes perdues                  | Lost Souls                     | Janusz Kamiński              | Dr Allen                       |
| 2001  | K-PAX : L'Homme qui vient de loin | K-PAX                          | Iain Softley                 | Dr Claudia Villars             |
| 2002  | La Famille Delajungle, le film    | The Wild Thornberrys Movie     | Cathy Malkasian Jeff McGrath | Akela, la maman guépard (voix) |
| 2002  | Baby of the Family                | Baby of the Family             | Jonee Ansa                   | Rachel                         |
| 2003  | The Singing Detective             | The Singing Detective          | Keith Gordon                 | La chef d'équipe               |
| 2003  | Fusion                            | The Core                       | Jon Amiel                    | Stickley                       |
| 2003  | Radio                             | Radio                          | Michael Tollin               | Principal Daniels              |
| 2004  | Mémoire effacée                   | The Forgotten                  | Joseph Ruben                 | Détective Anne Pope            |
| 2005  | Beauty Shop                       | Beauty Shop                    | Bille Woodruff               | Ms. Josephine                  |
| 2006  | Un goût de nouveauté              | Something New                  | Sanaa Hamri                  | Joyce McQueen                  |
| 2006  | Dance with Me                     | Take the Lead                  | Liz Friedlander              | Augustine James                |
| 2008  | American Violet                   | American Violet                | Tim Disney                   | Alma Roberts                   |
| 2008  | The Family That Preys             | The Family That Preys          | Tyler Perry                  | Alice Pratt                    |
| 2008  | Reach for Me                      | Reach for Me                   | LeVar Burton                 | L'infirmière Evelyn            |
| 2008  | AmericanEast                      | AmericanEast                   | Hesham Issawi                | Angela Jensen                  |
| 2013  | Twelve Years a Slave              | Twelve Years a Slave           | Steve McQueen                | Harriet Shaw                   |
| 2014  | Annabelle                         | Annabelle                      | John R. Leonetti             | Evelyn                         |
| 2015  | Le Bluffeur                       | Mississippi Grind              | Anna Boden Ryan Fleck        |                                |
| 2016  | Captain America: Civil War        | Captain America: Civil War     | Anthony et Joe Russo         | Miriam                         |
| 2016  | So B. It                          | So B. It                       | Stephen Gyllenhaal           | Bernadette                     |
| 2017  | Sables Brûlants                   | Burning Sands                  | Gerard McMurray              | Professeure Hugues             |
| 2019  | Le Roi lion                       | The Lion King                  | Jon Favreau                  | Sarabi (voix)                  |
| 2019  | Juanita                           | Juanita                        | Clark Johnson                | Juanita                        |
| 2021  | Un papa hors pair                 | Fatherhood                     | Paul Weitz                   | Marian                         |

- 2022 : Salem (Salem's Lot) de Gary Dauberman
- 2024 : The Book of Clarence de Jeymes Samuel

### Télévision

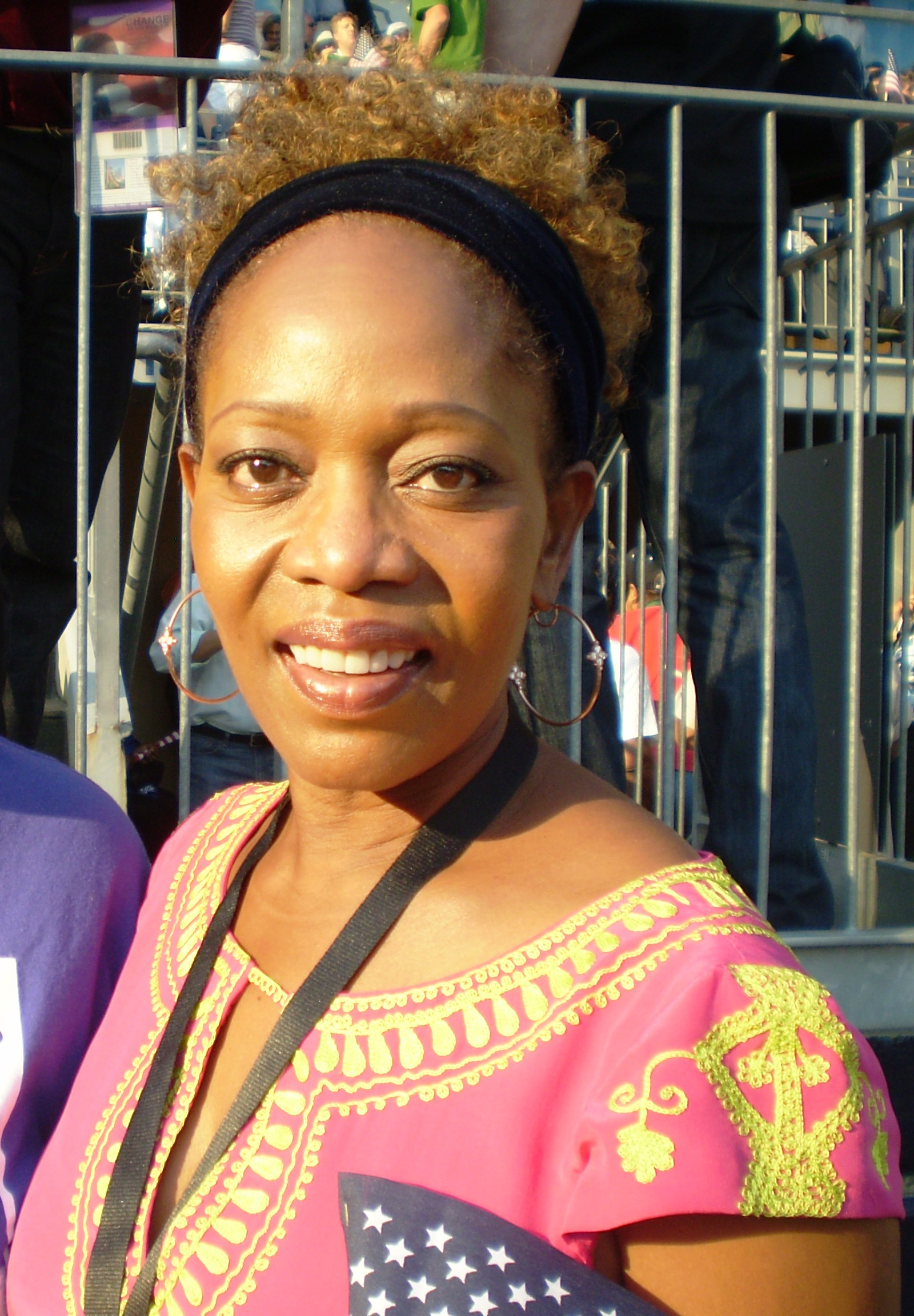
Alfre Woodard en 2008.

| Année     | Titre                                               | Rôle                       | Notes                                           |
| --------- | --------------------------------------------------- | -------------------------- | ----------------------------------------------- |
| 1978      | The Trial of the Moke                               | Lucy                       | Téléfilm                                        |
| 1979      | Freedom Road                                        | Katie                      | Téléfilm                                        |
| 1980      | The White Shadow                                    | Sandra Wilcox              | Saison 3, épisode 1                             |
| 1981      | Palmerstown, U.S.A.                                 | Nona                       | Saison 2, épisode 6                             |
| 1981      | Enos                                                | Darlene                    | Saison 1, épisode 17                            |
| 1981      | The Sophisticated Gents                             | Evelyn Evers               | Mini-série                                      |
| 1982      | The Ambush Murders                                  | Kariha Ellsworth           | Téléfilm                                        |
| 1982      | Tucker's Witch                                      | Marcia Fulbright           | 1982 à 1983                                     |
| 1983      | Capitaine Furillo                                   | Doris Robson               | Saison 4, épisodes 5 à 7                        |
| 1984      | Sweet Revenge                                       | Vicki Teague               | Téléfilm                                        |
| 1985      | Sara                                                | Rozalyn Dupree             | Sitcom                                          |
| 1985      | Faerie Tale Theatre                                 | Princesse Lovinia          | Émission de télévision                          |
| 1985      | Words by Heart                                      | Claudie Sills              | Téléfilm                                        |
| 1985      | Hôpital St. Elsewhere                               | Dr Roxanne Turner          |                                                 |
| 1986      | La Loi de Los Angeles                               | Adrianne Moore             | Épisode pilote                                  |
| 1986      | Unnatural Causes                                    | Maude DeVictor             | Téléfilm                                        |
| 1987      | The Line                                            | Denise Powell              | Téléfilm                                        |
| 1987      | Mandela                                             | Winnie Mandela             | Téléfilm                                        |
| 1988      | The Child Saver                                     | Andrea Crawford            | Téléfilm                                        |
| 1989      | A Mother's Courage: The Mary Thomas Story           | Mary Thomas                | Téléfilm                                        |
| 1990      | Blue Bayou                                          | Jessica Filley             | Téléfilm                                        |
| 1994      | Race to Freedom: The Underground Railroad           | Harriet Tubman             | Téléfilm                                        |
| 1994      | Frasier                                             | Edna                       | Saison 2, épisode 6                             |
| 1995      | The Piano Lesson                                    | Berniece Charles           | Téléfilm                                        |
| 1996      | Les Voyages de Gulliver                             | Reine des Brobdingnag      | Mini-série                                      |
| 1996      | Special Report: Journey to Mars                     | Tamara O'Neil              | Téléfilm                                        |
| 1997      | The Member of the Wedding                           | Berenice Sadie Brown       | Téléfilm                                        |
| 1997      | Adventures from the Book of Virtues                 | Harriet Tubman (voix)      | Série d'animation                               |
| 1997      | La Couleur du sang                                  | Eunice Evers, R.N.         | Téléfilm                                        |
| 1997      | Happily Ever After: Fairy Tales for Every Child     | Winoome Bear               | Série d'animation (voix)                        |
| 1998      | Homicide                                            | Dr Roxanne Turner          | Saison 6, épisode 16                            |
| 2000      | Holiday Heart                                       | Wanda Dean                 | Téléfilm                                        |
| 2001      | The Wild Thornberrys: The Origin of Donnie          | La médecin (voix)          | Téléfilm d'animation                            |
| 2003      | The Practice : Bobby Donnell et Associés            | Denise Freeman             | Saison 7, épisodes 11 et 12                     |
| 2003      | Nat Turner: A Troublesome Property                  | Narratrice                 | Documentaire                                    |
| 2003      | Les Aventuriers des mondes fantastiques             | Mrs. Quiproquo             | Téléfilm                                        |
| 2003      | Static Choc                                         | Jean Hawkins (voix)        | Série d'animation                               |
| 2005      | Inconceivable                                       | Dr Lydia Crawford          | Saison 1, épisodes 1 et 2                       |
| 2005      | Desperate Housewives                                | Betty Applewhite           | Saison 2, 2005 à 2006                           |
| 2006      | The Water Is Wide                                   | Mrs. Brown                 | Téléfilm                                        |
| 2007      | Dessine-moi une famille                             | Edna Reilly                | Téléfilm                                        |
| 2008      | Mon meilleur ennemi                                 | Mavis Heller               |                                                 |
| 2009      | Maggie Hill                                         | Virginia                   | Téléfilm                                        |
| 2009      | Three Rivers                                        | Dr Sophia Jordan           | 2009 à 2010                                     |
| 2010      | Black Panther                                       | Dondi Reece (voix)         | Série d'animation                               |
| 2010      | Memphis Beat                                        | Lieutenant Tanya Rice      | 2010 à 2011                                     |
| 2010      | True Blood                                          | Ruby Jean Reynolds         | 2010 à 2012                                     |
| 2011      | Grey's Anatomy                                      | Justine Campbell           | Saison 8, épisode 8                             |
| 2012      | Steel Magnolias                                     | Ouiser                     | Téléfilm                                        |
| 2012      | Private Practice                                    | Dee Bennett                | Saison 6, épisode 5                             |
| 2013      | Copper                                              | Hattie Lemaster            |                                                 |
| 2014-2015 | The Last Ship                                       | Amy Granderson             | 3 épisodes                                      |
| 2014-2015 | State of Affairs                                    | Président Constance Payton | 13 épisodes                                     |
| 2016-2018 | Luke Cage                                           | Mariah Dillard             | 26 épisodes                                     |
| 2017-2018 | Les Désastreuses Aventures des orphelins Baudelaire | Tante Joséphine            | Saison 1 - épisode 5 et 6 ; Saison 2, épisode 9 |
| 2017-2018 | Empire                                              | Mère de Cookie             | Saison 4 - épisode 14                           |
| 2019      | See                                                 | Paris                      | Saison 1                                        |

### Comme productrice
- 1998 : Loin d'ici (Down in the Delta)
- 1999 : Funny Valentines (TV)

## Voix francophones
En France, Maïk Darah est la voix régulière d'Alfre Woodard. Françoise Vallon l'a également doublée à neuf reprises.